# 小錫雷特河
小錫雷特河（烏克蘭語：Малий Серет），是烏克蘭西南部的河流，屬於錫雷特河的支流。該河流經切爾尼夫齊州的切爾尼夫齊區，河道全長61公里，流域面積567平方公里。